# Centro europeo dei consumatori
La rete dei Centri Europei dei Consumatori (ECC-Net) è una rete europea sostenuta dalla Commissione europea, gli Stati membri, la Norvegia e l'Islanda. È costituita dai ventinove centri europei dei consumatori (abbreviato CEC oppure ECC) presenti con almeno un punto in ciascuno dei 27 Stati membri dell'Unione europea, in Islanda e in Norvegia. Lavorano insieme per fornire ai consumatori delle informazioni sull'acquisto transfrontaliero di beni e servizi. Inoltre, forniscono assistenza ai consumatori grazie alla composizione amichevole delle dispute transfrontaliere et altre procedure di mediazione.

## Storia
L'attuale rete dei centri europei dei consumatori è stata fondata nel gennaio 2005 dalla Commissione europea, dopo la fusione di due reti di tutela dei consumatori esistenti: la rete extragiudiziale europea (EEJ-Net) e la rete di Eurosportelli.
Il lancio degli Eurosportelli è iniziato nel 1992 per svolgere campagne di informazione, consulenza e promozione su temi di interesse per i consumatori. La rete extragiudiziale europea (EEJ-Net) è stata fondata nel 2001 per aiutare i consumatori e consigliarli sul tema del rispetto dei loro diritti nelle controversie transfrontaliere attraverso meccanismi alternativi di risoluzione delle controversie (ADR). Nel 2006, tutti gli Stati membri hanno istituito un punto di contatto nazionale appartenente alla rete ECC. Attualmente la rete comprende 29 centri, uno per Stati membri, più Islanda e Norvegia. A seconda del paese, alcuni centri sono collegati a un ministero o un ente pubblico; altri sono ospitati da organizzazioni indipendenti o ad altre strutture.

## Obiettivi
Al fine di aiutare i consumatori, la rete dei centri europei dei consumatori persegue i seguenti obiettivi:
- Fornire informazioni ai consumatori per consentire loro di acquistare beni e servizi nel mercato interno, essendo pienamente consapevoli dei loro diritti e doveri.
- Rispondere direttamente alle richieste di informazioni da parte dei consumatori o da altre parti.
- In caso di reclamo, aiutare e sostenere i consumatori nei loro rapporti/contatti con professionisti aventi sede in uno Stato membro diverso dal proprio.
- In caso di necessità, aiutare i consumatori a trovare un organismo di mediazione.

I CEC sviluppano anche una cooperazione efficiente ed efficace con gli organismi di mediazione nazionali e sostengono le autorità nazionali per la promozione e lo sviluppo di nuove procedure di mediazione.
Inoltre, i CEC raccolgono e analizzano le informazioni provenienti dalle richieste dei consumatori a fini statistici e per lo sviluppo delle future politiche in materia di consumo. Effettuano dei confronti transfrontalieri della legislazione e altre questioni di interesse per i consumatori su una vasta gamma di argomenti. Questi rapporti sono trasferiti ai responsabili politici e alle autorità di controllo.
Questa rete coopera con tutte le altre reti europee come FIN-NET (finanziaria), SOLVIT (mercato interno), Enterprise Europe Network, Europe Direct, Rete giudiziaria europea in materia civile e commerciale.

## Funzionamento
I consumatori che non trovano soluzione al loro reclamo nei confronti di un professionista avente sede in un altro Stato membro dell'Unione europea, in Islanda o in Norvegia, possono contattare la CEC nel loro Paese di residenza per ottenere supporto. I consumatori possono chiedere aiuto ai CEC per telefono, fax o e-mail, oppure presentandosi fisicamente nei locali di alcuni centri.
Il CEC contattato tradurrà i documenti, se necessario, e li trasmetterà al CEC del Paese del professionista, che cercherà di trovare una soluzione amichevole della controversia attraverso la mediazione di un organismo competente o contattando direttamente il professionista. Il CEC non può costringere il professionista ad agire.

## In cifre
- 2008: in quest'anno, la rete ha avuto più di 62.000 sollecitazioni da parte dei cittadini. Il 54% di queste erano dei reclami e le altre richieste di informazioni. Nel 2008, i consumatori hanno principalmente reclamato sui servizi di trasporto (33,23%), sui servizi culturali e per il tempo libero (25,42%) e sui servizi di ristorazione, hotel e alloggio (13,38%). Questi tre settori hanno generato il 72% di tutte le denunce ricevute dalla rete.
- 2007: in quest'anno, la rete ha ricevuto 55.000 richieste da parte dei consumatori. La maggior parte dei reclami gestiti dal CEC riguardano le condizioni contrattuali (25%), servizi o prodotti (22,4%) e la consegna (20%). Il 22% delle denunce registrate dalla CEC riguardano servizi di trasporto, compresi i diritti dei passeggeri aerei, seguiti da servizi culturali e ricreativi (quasi il 12%) e dei servizi audiovisivi (quasi il 10%). Più della metà delle denunce riguarda le transazioni online (55%).

## Contesto
La politica dei consumatori condotta dalla Commissione europea mira a fornire ai consumatori un'informazione migliore e più completa, a promuovere gli acquisti all'interno dell'UE e a rendere i consumatori consapevoli dei loro diritti. Il consumo personale rappresenta il 60% del PIL (prodotto interno lordo), ma solo un consumatore su cinque sa che gli stessi diritti fondamentali per i consumatori si applicano in ciascuno degli Stati membri dell'Unione europea; solo un terzo della popolazione europea è consapevole del fatto che la sicurezza dei prodotti acquistati in Europa viene garantita all'interno di tutta l'UE.
Anche se i principali diritti dei consumatori sono gli stessi in tutta Europa, esistono notevoli differenze tra le legislazioni degli Stati membri. Queste differenze giuridiche sono fonte di confusione per i consumatori che possono essere soggetti a un trattamento diverso da uno Stato membro all'altro. La mancanza di fiducia dei consumatori per la difesa dei propri diritti in un altro paese europeo sembra essere l'ostacolo più forte al consumo transfrontaliero e questo spiega perché solo il 12% delle persone fanno acquisti al di fuori del loro paese di residenza. Inoltre, la maggior parte degli acquisti transfrontalieri è effettuata durante le vacanze. Attraverso la rete CEC, la Commissione europea intende rafforzare la fiducia dei consumatori e l'efficacia della legislazione consumistica.